# Бинка Вазова
Бинка Борисова Вазова-Николова е българска художничка.

## Биография
Родена е в София, дъщеря на политика и общественик Борис Вазов и художничката Елисавета Консулова-Вазова. Рожденото ѝ име е Събина, по името на баба ѝ Съба Вазова.
През 1933 г. завършва специалност графика в Пражката академия за изящни изкуства. През 1934 – 1935 г. специализира в Ecole des Beaux Arts в Париж при проф. Жак Белтран. През същата година се омъжва за архитекта Борислав Николов, с когото живеят в Сопот. През този период художничката рисува много от старинните възрожденски къщи в града, част от които по-късно биват разрушени. В Радиното училище в Сопот Вазова създава постоянната изложба, наречена „Вазовия Сопот“, в чест на чичо си Иван Вазов.
Бинка Вазова работи основно графика и илюстрация, но прави също и гравюри. Известна е и със своите екслибриси, първият от които, за чеха д-р Индржих Весели, рисува още през 1931 г. Участва в изложби на българската графика в Пилзен (1933), Прага (1935), Будапеща (1947); международни изложби на графиката във Варшава (1944), биенале на графиката в Сао Пауло (1969, 1973); Общи художествени изложби в София и страната (1966 – 1974) и национални изложби на илюстрацията (1974 – 1979). Има две самостоятелни изложби – в Пловдив (1993) и в Националната художествена галерия в София (2004). Сътрудничи с рисунки и текстове на списание „Беседа“ (по-късно „Дом и свят“). Работи и в областта на детската илюстрация, художник е при „Мултфилм“ – София, илюстрира издания на Министерство на народното здраве и други.
Пише книги за деца, като "Дядо Торбалан" (1962 г., изд. "Български художник"). През 1956 г. в съавторство с Цанко Лавренов пише книга за майка си.
От 1946 г. е член на Съюза на българските художници и секретар на секция „Графика“ в него. През 1979 г. е удостоена с орден „Кирил и Методий“ І степен.
Умира през 2007 г. в София.
Личният ѝ архив се съхранява във фонд 1347 в Централен държавен архив. Той се състои от 88 архивни единици.